# Pasaremus concentricus
Pasaremus concentricus är en insektsart som beskrevs av Van Duzee 1894. Pasaremus concentricus ingår i släktet Pasaremus och familjen dvärgstritar. Inga underarter finns listade i Catalogue of Life.